# Exorista flavicalyptrata
Exorista flavicalyptrata là một loài ruồi trong họ Tachinidae.